# Nora (telenovela)
Nora es una telenovela venezolana de 2014, coproducida por Televen y Cadenatres, y distribuida por Telemundo Internacional. Está escrita por Ibsen Martínez.
Está protagonizada por  Carla Giraldo y Andrés Zúñiga, y con las participaciones antagónicas de Sabrina Seara y Eduardo Victoria. Cuenta además con las actuaciones estelares de Flor Núñez, Daniel Lugo, Luciana Silveyra, Alberto Zeni y Fedra López. 
La telenovela comenzó grabaciones 17 de octubre de 2013, y la transmisión en Venezuela fue el 1 de septiembre de 2014, mientras en México fue el 15 de junio de 2015.

## Argumento
Nora Acevedo es una hermosa joven de origen humilde que creció en un barrio marginal inmerso en el crimen y la pobreza.                                               
Decidida a cambiar su futuro abandona su barrio para perseguir su sueño: superarse en todos los ámbitos para después emprender su propio negocio y tener una vida diferente, pero luchará por sí sola para lograr todo lo que se propone a pesar de las dificultades de la vida y los extraños giros del destino. 

## Reparto
- Carla Giraldo - Nora Acevedo Rojas
- Andrés Zúñiga - Félix Villamil / Alejandro Díaz
- Sabrina Seara - Melissa Lobo De la Colina
- Eduardo Victoria - Daniel Moros
- Daniel Lugo - Otoniel Lobo
- Flor Núñez - Belén Rojas
- Iván Tamayo - Mingo Vidal
- Fedra López - Juana "Juanita" De la Colina
- Alberto Zeni - Aurelio Sotolongo
- Luciana Silveyra - Flor Elena Santamaría
- Sonia Villamizar - Aída Calderón
- Carlos Cruz - Raúl Carvajal
- Kiara - Carolina Pinzón
- Claudia La Gatta - Irina Casado
- César Román - Alexis José Rojas "Mayimbe"
- Samantha Dagnino - Solange Moros
- Alexander Leterni - Ronald Rojas
- Dayra Lambis - Victoria "Vicky" Reverón
- Nany Tovar - Jazmín Contreras
- Georgina Palacios - Gabriela Calderón
- Leonardo Marrero - Salvador Cifuentes
- Oriana Colmenares - Minnesota Rojas
- Ana Castell - Bendita Villamil
- Francis Rueda - Matilde de Urbáez
- Jorge Palacios - Luis Cifuentes
- Ly Jonaitis - Carlota Figueroa
- Alejo Felipe - Máximo Montenegro
- Crisbel Henríquez - Lucía Rodríguez
- Omaira Abinade - Noreida
- Lili Taravella - Manuela Moros
- Priscila Izquierdo - Erika
- Sabrina Salvador - Mercedes Balza
- Eliana López - Alejandra Toledo
- Nacho Huett - Pedro
- César Bencid - García
- Miguel Ángel Tovar - Douglas
- Jesús Nunes - Esteban
- Greisy Mena - Malabar
- Wilmer Machado "Coquito" - Toronto
- Concetta Lo Dolce - Yolanda Medina
- Alexandra Rodríguez - Roxana Cifuentes
- Paula Bevilacqua - Bárbara Villegas
- Georgina Vargas - Teresa
- Gabriel López - Guillermo
- Jesús Núñez - Carmelo
- Yean Mendoza - Licenciado Fernández
- Elvis Chaveinte - Remington
- Ornella de la Rosa - Britney
- Sandra Yajure - Melba
- Rosmel Bustamante - Félix Miguel
- José Gabriel Madonia - Inspector Colmenares
- Elio Pietrini - Juez de la Causa
- Carlos Felipe Álvarez - Adrián Mejía
- Zhandra De Abreu - Participación Especial
- Yessi Hernández - Participación Especial

• Jors Faneithe - Bruno Participación Especial

## Emisiones por otras cadenas
- Estados Unidos: MundoFox
- México: Cadenatres
- El Salvador: Canal 6 (Muy Pronto)
- Costa Rica: Teletica (Muy Pronto)
- Panamá: Televisora Nacional
- Argentina: Canal 9 (Muy Pronto)
- Chile: La Red (Muy Pronto)
- Perú: Frecuencia Latina (Muy Pronto)
- Ecuador: Teleamazonas
- Colombia: Canal Uno (Muy Pronto)
- Paraguay: Red Guaraní (Muy Pronto)
- República Dominicana: Antena Latina